# Caecum oahuense
Caecum oahuense är en snäckart. Caecum oahuense ingår i släktet Caecum och familjen Caecidae. Inga underarter finns listade i Catalogue of Life.